# The Sims 3: Aftenunderholdning
The Sims 3: Aftenunderholdning (oversat fra engelsk The Sims 3: Late Night) er en udvidelsespakke til The Sims 3 fra Electronic Arts. Det var tidligere rygtet under navnet After Dark og har denne gang, ligesom i The Sims 2: Nightlife, fester og nattelivet som tema.

## Nye ting
- Vampyrer (egenskaber: blive hurtigere stærk, leve meget længere og mulighed for at suge plasma fra andre simmer)
- Nye NPCer heriblandt butler, udsmider og berømthed
- Nye byggeværktøjer bl.a springvand, halvægge og buer
- Boblebad, piano, trommer, bas og dart
- Simmer kan undslippe en paparazzi
- Det kan have almindelige job om dagen og stjerner om natten
- VIP-sektioner nogle steder
- Sang af Travis McCoy
- Nye drinks og opskrifter
- Nye personlighedstræk nemlig superstjerne og genert
- Undergrundsbaner og elevatorer
- Man kan bl.a side og snakke mens man drikker
- Nye job bl.a bartender og skuespiller
- Nye tatoveringer, frisure og man kan bestemme flere genetiske ting
- Bands
- En skjult vampyr bar
- Evnen til at flytte malerier op af og ned af væggene
- Du kan danne bands

## Musik
- Dr. Dre – "Under Pressure"
- 3OH!3 – “Double Vision”
- Bryan Rice – “There for You”
- Chiddy Bang – “Here We Go”
- Electrolightz – “Miss Outta Control”
- Eliza Doolittle – “Rollerblades”
- Foxy Shazam – “Unstoppable”
- Hadag Nahash – “Lo Maspik”
- Hadouken! – “M.A.D.”
- Jessica Mauboy – “Saturday Night”
- Junkie XL – “Live Wired”
- Kelis – “Brave”
- Kelly Rowland – “Rose Colored Glasses”
- King Fantastic – “All Black Ying Yang (The Party Song)”
- My Chemical Romance – “Na Na Na (Na Na Na Na Na Na Na Na Na)”
- Nikki & Rich – “Next Best Thing”
- The Ready Set – “More Than Alive”
- Soulja Boy – “Speakers Going Hammer”
- Travie McCoy – “Need You”

| computerspil | Spire Denne computerspilsrelaterede artikel er en spire som bør udbygges. Du er velkommen til at hjælpe Wikipedia ved at udvide den. |